# 三白荡
三白荡是一个位于中国江苏省吴江市的湖泊，面积约为2.6平方千米。2005年2月，列入江苏省湖泊保护名录。